# Renato Mattarucchi
Renato Mattarucchi (Brebbia, 15 settembre 1943) è un ex calciatore italiano, di ruolo difensore.

## Carriera
Cresciuto nel Varese, ha giocato un campionato a Lodi con il Fanfulla, poi tornato a Varese ha esordito nel massimo campionato a Firenze l'8 maggio 1966 nella partita Fiorentina-Varese (4-0), la seconda partita di Serie A l'ha disputata a Roma il 22 maggio in Roma-Varese (2-0), ha poi disputato sei stagioni con la Biellese.